# Jacques d’Arthois

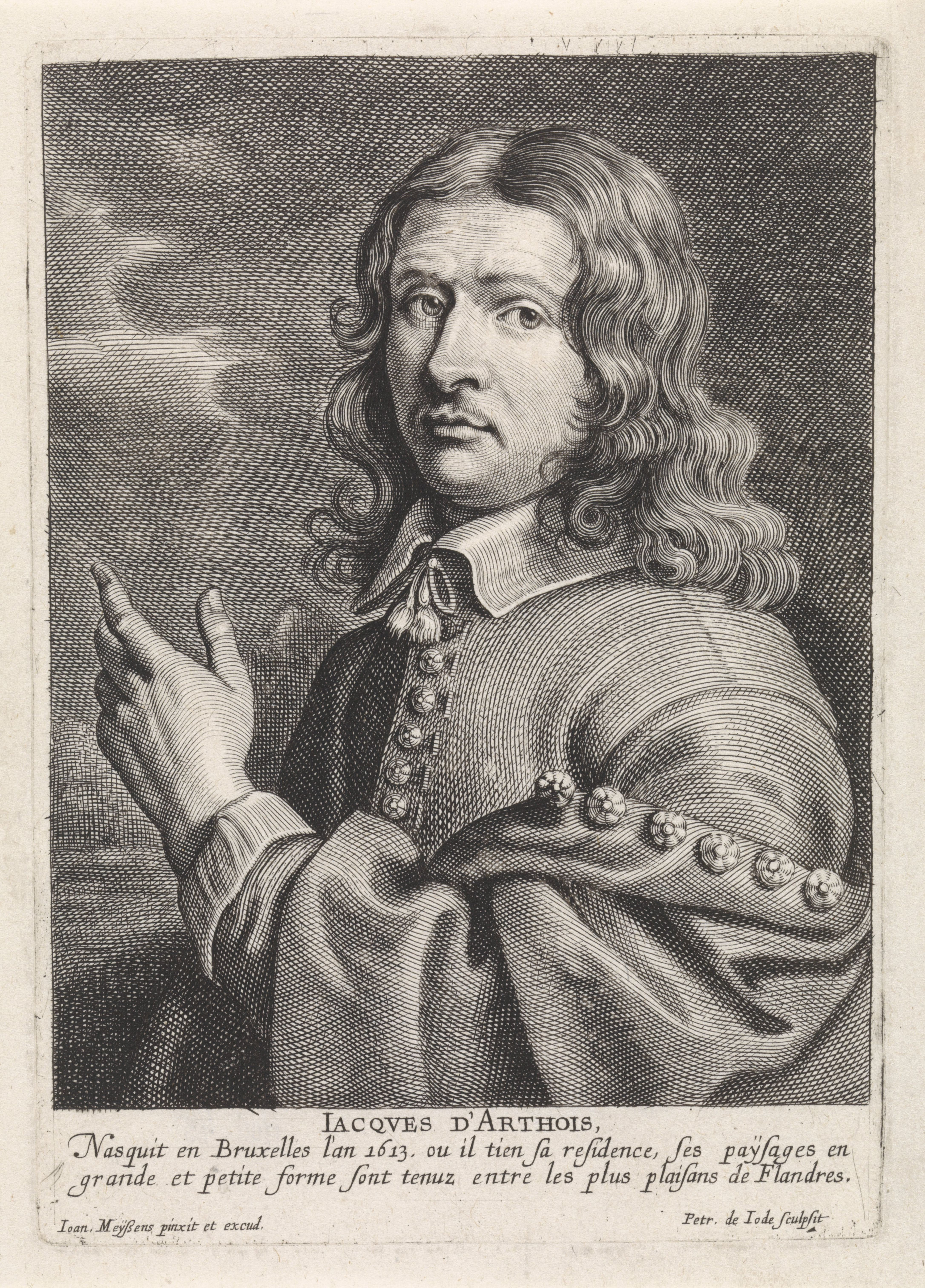
Jacques d’Arthois, Stich von Pieter de Jode

Jacques d’Arthois (* 1613 in Brüssel; † 1686) war ein flämischer Landschaftsmaler.

## Leben
D’Arthois war ein Sohn des Henri (Handrick) Artois und dessen Frau Jeanne (Geerarts oder Geerems) und wurde am 12. Oktober 1613 in der Kirche der hl. Gudula getauft. Noch bevor er 12 Jahre alt war, wurde er von seiner verwitweten Mutter zu dem weitgehend unbekannten Maler Jan Mertens in die Lehre gegeben. Im Verzeichnis der Malergilde wurde er als dessen Lehrling am 11. Januar 1625 eingeschrieben. Es war damals üblich, dass ein Künstler erst im Alter von mindestens 21 Jahren als Meister der Gilde beitreten konnte. Seine Zulassung erfolgte am 3. Mai 1634. Zu diesem Zeitpunkt war er bereits verheiratet. In den Urkunden fanden sich, neben den Einträgen zu seinem jüngeren Bruder Nicolas d’Arthois (1617– nach 1653) bis 1654 noch 6 Schüler von ihm. Jean de Sainneville (1630), Cornelius van Empel oder van Impel (1642), Johannes Cornelius de Ridder (1645), Johann Baptist Fabri (1646), Peter van Waetom (1653) und Phil. van Dapels (1654). Auch Cornelis Huysmans soll einer seiner Schüler gewesen sein.
Stilistisch richtete er sich nach den Landschaftsmalern aus der Schule des Peter Paul Rubens, insbesondere nach Jan Wildens. Kraftvolle Färbung, energische, ja oft rohe Pinselführung sind ihm eigen. Seine Bilder, zumeist von großen Verhältnissen, wurden, mit Darstellungen aus der heiligen Geschichte staffiert, gern für Kirchen und Klöster gesucht. David Teniers d. J., Gaspar de Crayer und andere Maler arbeiteten mit ihm zusammen. Seine Vorentwürfe entnahm er besonders dem Wald von Soignes, weswegen sie an einer gewissen Einförmigkeit leiden.

## Werke (Auswahl)

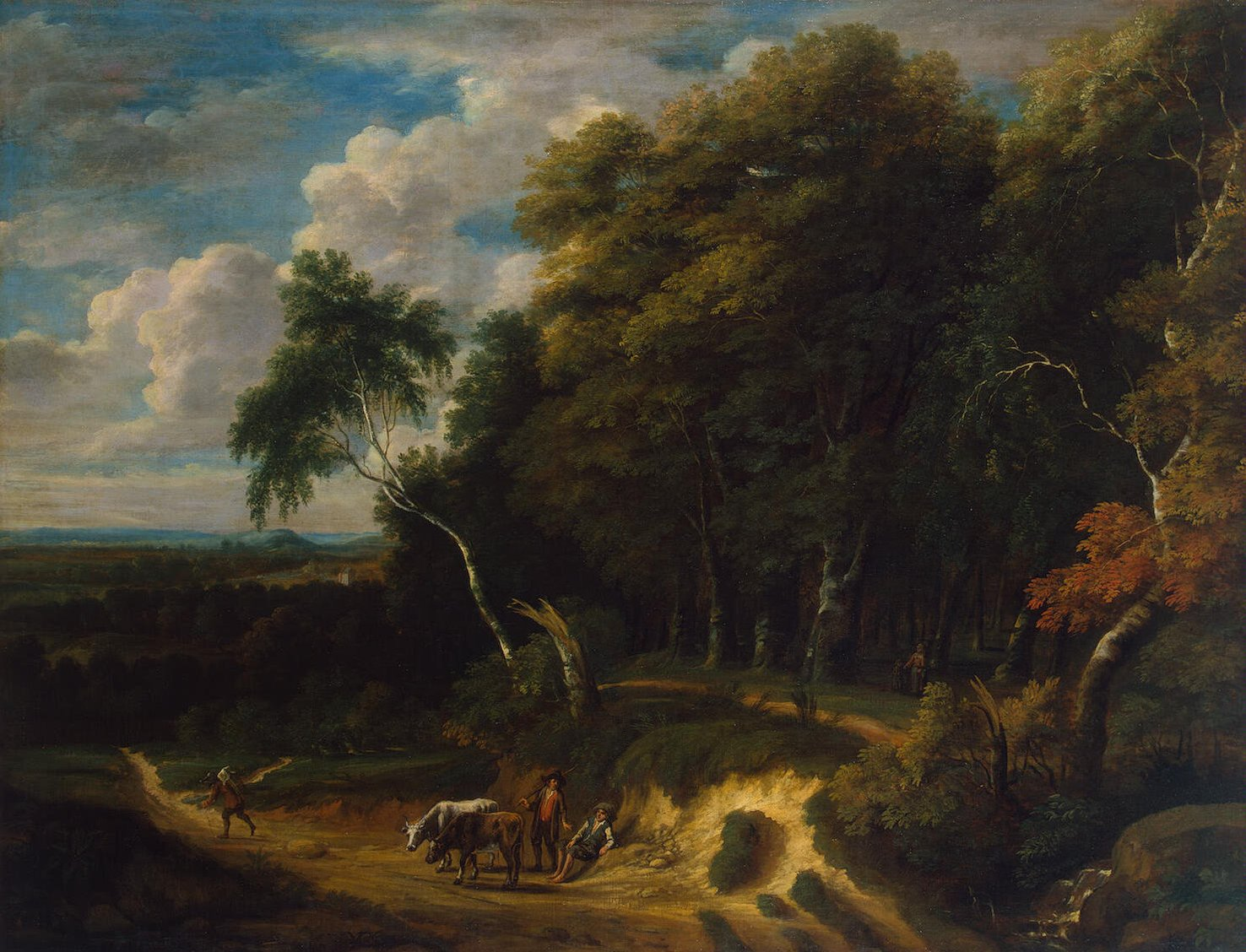
Landschaft mit Herde, ca. 1640

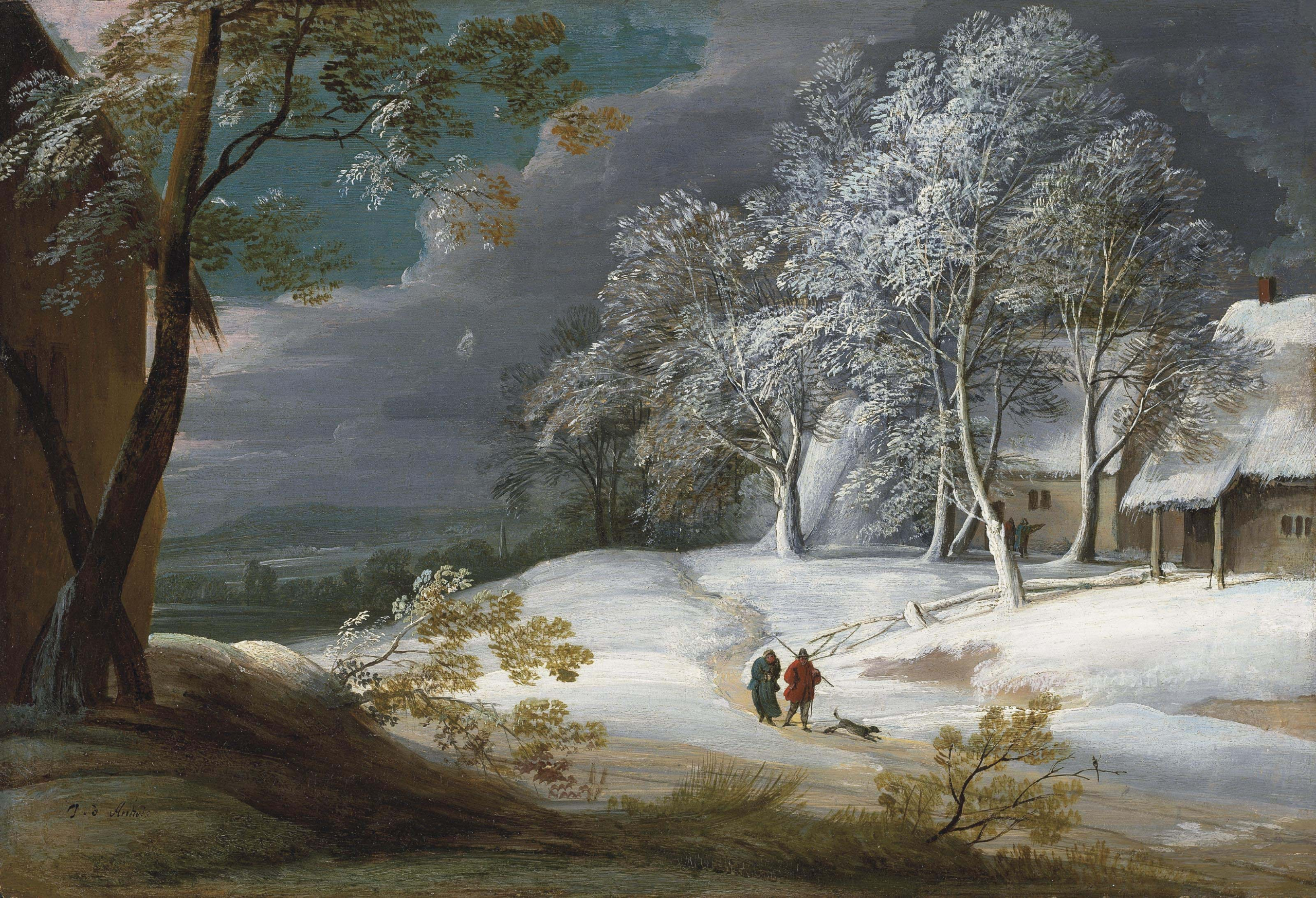
Winterlandschaft

- Flußlandschaft (Alte Pinakothek, München)
- Waldlandschaft
- Winterlandschaft

## Familie
D’Arthois heiratete am 10. Juli 1632 Marie Sambels, mit der er mindestens fünf Kinder hatte:
- Jacques Artois (1634)
- Nicolaes Artois (1636)
- Jan Baptist D’Arthois (1638) wurde ebenfalls Maler.
- Thomas Artois (1639)
- Johanna Artois (1641)